# Le Roi des étoiles

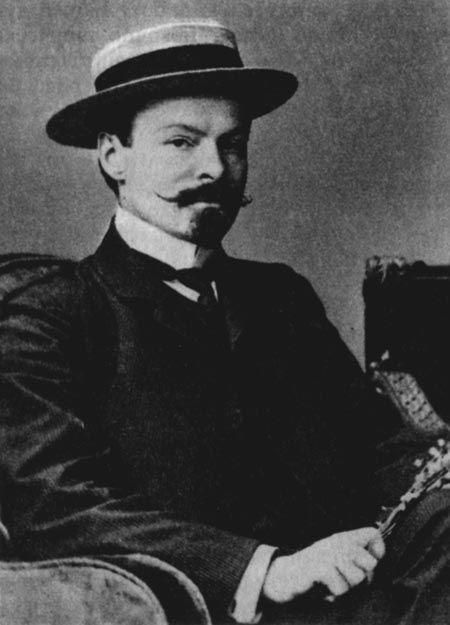
Constantin Balmont

Le Roi des étoiles (Zvezdolikiy en russe, littéralement Celui qui a le visage comme une étoile) est une cantate pour chœur d'hommes et grand orchestre composée par Igor Stravinsky à Paris entre 1911 et 1912 sur un poème de Constantin Balmont. Longtemps considérée comme injouable, l'œuvre ne fut créée qu'en 1939 à Bruxelles sous la direction de Franz André.
C'est une des œuvres les plus étranges et les plus rarement jouées de Stravinsky, d'une durée de quatre et cinq minutes, par rapport aux énormes moyens qu'elle exige. C'est une sorte d'incursion dans le monde symboliste et mystique, qui était à l'époque l'univers par excellence de Scriabine et Sibelius.

## Histoire
Alors que Stravinsky a créé avec succès Petrouchka et qu'il commence la composition du Sacre du printemps, il compose cette courte pièce très proche des procédés harmoniques de Debussy, à qui elle est dédiée, et donc très loin de ses autres œuvres.
Debussy n'entendit jamais la pièce, mais reçut tout de même de Stravinsky la partition. Il écrivit à ce sujet : « La musique pour le Roi des étoiles reste extraordinaire... C'est probablement l'« harmonie des sphères éternelles » dont parle Platon (ne me demandez pas à quelle page !). Et je ne vois que dans Sirius ou Aldébaran une exécution possible de cette cantate pour "mondes" ! Quant à notre plus modeste planète, j'ose dire qu'elle restera telle une gaufre, à l'audition de cette œuvre. »
La création eut lieu à Bruxelles le 19 avril 1939, par l'Orchestre de la Radio de Bruxelles sous la direction de Franz André.

## Analyse
L'orchestre est utilisé avec parcimonie et insiste plus sur les effets sonores tels que trémolos, sul ponticello, accords de huit notes, etc. rarissimes sous la plume de Stravinsky. Le chœur, lui, est traité de manière syllabique, mi-récitative, mi-psalmodique.

### Orchestration
Effectif orchestral accompagnant le chœur d'hommes : 1 piccolo, 3 flûtes (3e flûte/piccolo), 4 hautbois (4e hautbois/cor anglais), 1 clarinette en mi bémol, 3 clarinettes, 3 bassons, 1 contrebasson; 8 cors, 3 trompettes, 3 trombones, 1 tuba, timbales, percussions (grosse caisse, tam-tam), 2 harpes, 1 celesta, cordes.

## Discographie
- L'enregistrement de Stravinsky que l'on retrouve dans son intégrale sur Sony Classical a été enregistré en 1962 avec les Festival Singers of Toronto et le CBC Symphony Orchestra.
- Michael Tilson Thomas, Chœur d’hommes du Conservatoire de Nouvelle-Angleterre, Orchestre symphonique de Boston, 1972, DGG (réédition Pentatone, 2015).
- Robert Craft a enregistré l'œuvre en 1992 avec les Gregg Smith Singers et l'Orchestre de l'église Saint-Luc. L'enregistrement est maintenant disponible sur Naxos.